# Henrik Tikkanen
Georg Henrik Tikkanen (ur. 9 września 1924 w Helsinkach, zm. 19 maja 1984 w Espoo) – fiński pisarz tworzący w języku szwedzkim, aforysta, rysownik. 

## Twórczość
- Brändövägen 8 Brändö. Tel 35 (1975)
- Bävervägen 11 Hertonäs (1976)
- Mariegatan 26 Kronohagen (1977)
- 30-åriga kriget (1977) – Wojna trzydziestoletnia (2002, przekład Andrzej Chojecki)
- Efter hjältedöden (1979) – Po bohaterskiej śmierci (2002, przekład Andrzej Chojecki)
- Georgsgatan (1980)
- Henriksgatan (1982)